# Троја
Троја (стгрч. Τροία, Troía, Ἴλιον, Ī́lion или  Ἴλιος, Ī́lios; лат. Troia, такође Īlium; хет. 𒌷𒃾𒇻𒊭 Wilusa or 𒋫𒊒𒄿𒊭 Truwisa; тур. Truva or Troya) или Илиј, или Ilium; тур. Truva или Troya), је легендарни град и поприште Тројанског рата, који је делом описан у Хомеровој Илијади, епу писаном на старогрчком састављеном у 9. или 8. веку п. н. е. Осим тога, Троја је име једног археолошког налазишта на наводној локацији хомерске Троје у Малој Азији, данас у северозападној Турској, у близини морске обале југозападно од Дарданела под планином Идом.
Под владавином римског цара Августа саграђен је нови град Илијум на месту које су многи сматрали локацијом легендарне Илијаде. Град је цвао до утемељења Константинопоља, а под Византијом је пропадао. Немачки археолог Хајнрих Шлиман је ископавао у том подручју током 1870-их. Каснија су искапања открила више градова саграђених у различитим раздобљима. Један од ранијих градова (Троја VIIa) често се наводи као хомерска Троја, али та је тврдња и даље спорна. Шлиманов најспектакуларнији налаз је био тзв. Пријамово благо (тако га је назвао сам Шлиман). Али још у време његовог живота су се појавиле прве назнаке да би златно благо могло бити око хиљаду година старије него што је Шлиман претпостављао. Новија ископавања су пронашла трагове пуно старијег насељавања тог подручја која сежу у 5 хиљада година п. н. е. Археолошко налазиште Троја је додато 1998. године на листу Светске баштине.
Данашња локација је брдо Хисарлик и његова непосредна близина. У савременој научној номенклатури, гребен Троје (укључујући Хисарлик) граничи се са равницом Троје, равним пољопривредним земљиштем, које води доњи ток реке Скамандер до мореуза. Троја је била поприште Тројанског рата описаног у грчком епском циклусу, посебно у Илијади, једној од две епске песме која се приписују Хомеру. Метрички докази из Илијаде и Одисеје сугеришу да је име Ἴλιον (Илион) раније почињало са дигамом: Ϝίλιον (Вилион); ово поткрепљује и хетитско име за који се сматра да је исти град, Вилуса. Према археологу Манфреду Корфману, локација Троје у близини Егејског мора, као и Мраморног мора и Црног мора, учинила ју је чвориштем за војне активности и трговину и главним налазиштем културе коју Корфман назива „Култура поморске Троје“ “, која се протезала преко региона између ових мора.
Град је уништен на крају бронзаног доба – фазе за коју се генерално верује да представља крај Тројанског рата – и град је напуштен или скоро напуштен током наредног мрачног доба. После овога, локалитет је стекао ново становништво које је говорило грчки и град је, заједно са остатком Анатолије, постао део Персијског царства. Троада, регион у коме се налазио некадашњи град, затим је освојио Александар Велики, Ахилов поштовалац, за кога је веровао да има исту врсту славне (али краткотрајне) судбине. После римског освајања овог сада хеленистичког грчког говорног света, на месту је основана нова престоница звана Илијум (од грчког: Ιλιον, Илион) у време владавине римског цара Августа. Она је цветала до успостављања Константинопоља, постала је епископија, затим је та регија била напуштена, поново насељена неколико векова касније током византијског доба, пре него што је поново напуштена (мада је и даље остала титуларна област католичке цркве).
Физичка локација Троје на Хисарлику било је заборављена у антици, а до ране модерне ере чак је и њено постојање као града из бронзаног доба довођено у питање и сматрало се митским или квазимитским. Године 1822, шкотски новинар Чарлс Макларен био је први модерни научник који је категорички идентификовао Хисарлик као вероватну локацију Троје. Средином 19. века, породица Калверт, богати левантински енглески емигранти који су живели у Троаду, настањујући фарму на неколико километара од Хисарлика, купили су већи део брда у уверењу да садржи рушевине Троје. Били су антиквари. Двоје чланова породице, Фредерик и посебно најмлађи, Франк, вршили су геодетска премеравања Троада и тамо извели низ пробних ископавања. Франк Калверт је 1865. године ископао пробне ровове на брду откривајући римско насеље. Схвативши да није имао средстава за потпуно ископавање, покушао је да регрутује Британски музеј, али је био одбијен. Случајан састанак са Калвертом у Чанакалу и Хајнрих Шлиманова посета налазишту, који је био богати немачки бизнисмен и археолога, који је такође тражио Троју, пружили су другу прилику за финансијску подршку. Шлиман је у почетку био сумњичав у погледу поистовећивања Хисарлика са Тројом, али га је Калверт убедио.